# Zambujal

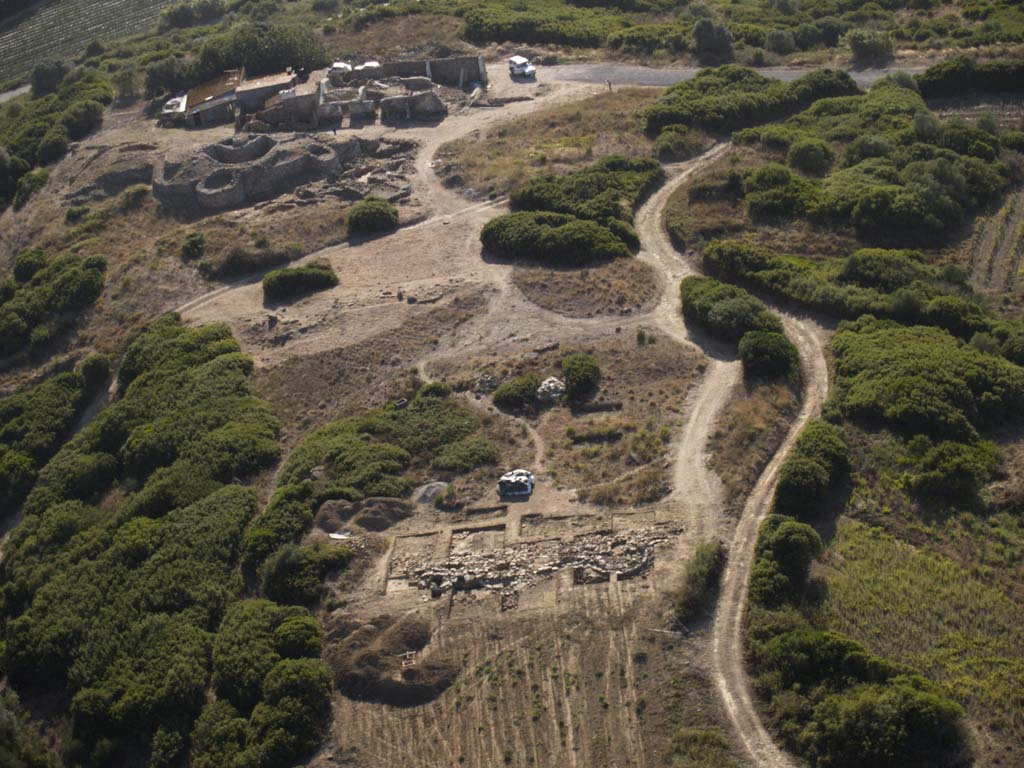
Widok na stanowisko archeologiczne

Zambujal – stanowisko archeologiczne z okresu eneolitu i wczesnej epoki brązu, znajdujące się w Portugalii, 3 km na północny zachód od Torres Vedras.
Stanowisko zostało odkryte w 1932 roku przez Leonela Trindade, który następnie przeprowadził w latach 1944 i 1959 pierwsze prace wykopaliskowe. Kolejne wykopaliska przeprowadzone zostały w 1964 i 1973 roku pod kierownictwem E. Sangmeistera z Uniwersytetu we Freiburgu i w 1994 roku przez M. Kunsta z Niemieckiego Instytutu Archeologicznego w Madrycie.
Prace archeologiczne odsłoniły ruiny prehistorycznej osady, rozwijającej się w pięciu fazach, z których najstarsza datowana jest na drugą połowę III tysiąclecia p.n.e. Łączy się ją z kulturą pucharów dzwonowatych. Osada otoczona była niezbyt wysokim murem, w obrębie którego znajdowały się kamienne domostwa. Podstawę gospodarki zamieszkującej jej ludności stanowiła prawdopodobnie hodowla. W trakcie prac wykopaliskowych odkryto świadectwa rozwiniętego przemysłu kościanego i kamiennego oraz liczne zabytki miedziane takie jak topory, siekiery, szpile i ciosła.